# Nelson-Atkins Museum of Art
Het Nelson-Atkins Museum of Art is een kunstmuseum in Kansas City, Missouri, bekend om zijn neoclassicistische architectuur en uitgebreide collectie van Aziatische kunst. Het is gelegen in een statig gebied ten zuidwesten van het stadscentrum en dateert uit het begin van twintigste eeuw. De mecenassen William Rockhill Nelson en Mary McAfee Atkins worden beschouwd als de grondleggers van het museum. In 1933 werd het museum voor publiek opengesteld. De focus van de collectie ligt met name op Aziatische werken, maar ook Amerikaanse en Europese schilderkunst komt in het museum aan bod. Met meer dan 30.000 kunstwerken is het een van de belangrijkste kunstmusea in het Middenwesten van de Verenigde Staten.